# Свиноуйсьце (станция)
Свиноуйсьце (пол. Świnoujście) — пассажирская и грузовая железнодорожная станция в городе Свиноуйсьце, в Западно-Поморском воеводстве Польши. Имеет 2 платформы и 3 пути.
Станцию построили вместе с железнодорожной линией Щецин — Свиноуйсьце в 1900 году.